# Zdrowie reprodukcyjne
Zdrowie reprodukcyjne – w ramach definicji zdrowia według WHO, jako stanu całkowitego fizycznego psychicznego i społecznego dobrego samopoczucia, a nie tylko braku choroby lub niemocy, pojęcie odnosi się do procesów i funkcji reprodukcyjnych i układu rozrodczego na wszystkich etapach życia człowieka. Definicja wskazuje, że zdrowie reprodukcyjne implikuje, iż ludzie mogą prowadzić odpowiedzialne, satysfakcjonujące i bezpieczne życie seksualne i mają możliwość reprodukowania się oraz wolność decyzji co do tego, kiedy i jak często to robić.
Obejmuje prawo mężczyzn i kobiet do informacji i dostępu do bezpiecznych, efektywnych, przystępnych i akceptowalnych metod regulacji płodności, zgodnych z ich wyborem oraz prawo do dostępu do odpowiedniej opieki medycznej, która umożliwi kobietom bezpieczne przejście przez okres ciąży i poród, a także zapewni partnerom największą szansę na posiadanie zdrowego dziecka.
Prawo do zdrowia reprodukcyjnego obejmuje: 
- prawo do życia, wolności i bezpieczeństwa osobistego
- prawo do zdrowia, zdrowia reprodukcyjnego i planowania rodziny
- prawo do decydowania o liczbie dzieci i częstotliwości ciąż
- prawo do prywatności
- prawo do wolności od dyskryminacji
- prawo do zmiany obyczajów i tradycji pogwałcających prawa kobiet (np. obrzezanie kobiet) lub mniejszości seksualnych
- prawo do ochrony przed torturami i innymi okrutnymi, nieludzkimi lub poniżającymi praktykami i karami
- prawo do wolności od przemocy seksualnej
- prawo do edukacji, w tym edukacji seksualnej opartej na rzetelnej wiedzy naukowej
- prawo do korzystania z postępu naukowego i przyzwolenia na eksperymenty naukowe

Zgodnie z rezolucją Zgromadzenia Światowej Organizacji Zdrowia z maja 1995 (WHA 48.10) WHO uznała za priorytetowe w skali globalnej właśnie zagadnienia z dziedziny zdrowia reprodukcyjnego. Rezolucja ta szczególnie podkreśla:
- konieczność dokonania analizy potrzeb, opracowania rekomendacji i prowadzenia działalności edukacyjnej w zakresie zdrowia reprodukcyjnego
- potrzebę regularnego monitorowania, rejestrowania i ewaluacji opracowanych rekomendacji na wszystkich poziomach opieki medycznej

Zdrowie seksualne (według definicji roboczej WHO z roku 2002) – stan fizycznego, emocjonalnego, psychicznego i społecznego dobrostanu związanego z seksualnością. Nie jest to tylko brak choroby, dysfunkcji czy niemocy. Zdrowie seksualne wymaga pozytywnego i pełnego szacunku podejścia do seksualności i relacji seksualnych, a także do możliwości czerpania przyjemności i bezpiecznych doświadczeń seksualnych, wolnych od przymusu, dyskryminacji i przemocy. Aby zdrowie seksualne było utrzymywane, prawa seksualne wszystkich osób winny być respektowane, chronione i egzekwowane.
Definicja ta nie reprezentuje oficjalnego stanowiska WHO i nie powinna być używana lub cytowana jako pochodząca od WHO.